# Badminton bei den World Masters Games 2002
Badminton wurde bei den World Masters Games 2002 in den Altersklassen (AK) O35 bis O80 gespielt. Es wurde in mehreren Leistungskategorien (LK) von 1 bis hin zu 5 um die Medaillen gekämpft. Die Wettkämpfe fanden vom 5. bis zum 13. Oktober 2002 in Melbourne statt. Folgend die Medaillengewinner in allen Kategorien. 

## Medaillengewinner
| Disziplin | LK  | AK     | Gold                                   | Silber                                       | Bronze                                 |
| --------- | --- | ------ | -------------------------------------- | -------------------------------------------- | -------------------------------------- |
| MS1       | 1   | 35+    | George Thomas                          | Bhushan Akut                                 | Jayant Kumar Dewangan                  |
| MS2       | 1   | 40+    | Misbun Sidek                           | Santoshkumar Gopi                            | Slanchezar Hristov                     |
| MS3       | 1   | 45+    | Tariq Farooq                           | Imre Bereknyei                               | Kevin Ross                             |
| MS4       | 1   | 50+    | Hubert Miranda                         | Peter Cooper                                 | Paul Shirley                           |
| MS5       | 1   | 55+    | Robert Cook                            | Anthony Knott                                | George Brown                           |
| MS6       | 1   | 60+    | Richard Purser                         | Ranjit De Silva                              | Lane Bickel                            |
| MS7       | 1   | 65+    | Mukund Panvalkar                       | Peter Chin                                   | John Oliver                            |
| MS8       | 1   | 70+    | Pierre Dugal                           | James Duberry                                | Raja Adhav                             |
| MS9       | 1   | 75/80+ | James Bosco                            | Heinz Otto Nathan                            | Sui Kwan Wip                           |
| MS10      | 2   | 35+    | Amol Shah                              | Vikram Bhasin                                | Ajit Nair                              |
| MS11      | 2   | 40+    | Antonius Suhery                        | Robert Bryce                                 | Christopher Honeybun                   |
| MS12      | 2   | 45+    | Gheng-yi Wang                          | Shuen Joe                                    | Vone Phimphrachanh                     |
| MS13      | 2   | 50+    | Chin-Jung Chang                        | Vone Phimphrachanh                           | Claus-Peter Lieng                      |
| MS14      | 2   | 55+    | Toshihiko Wyamamoto                    | Barry Stevens                                | -                                      |
| MS15      | 2   | 60+    | Hans Schumacher                        | Yam Lung Wong                                | Alf Meads                              |
| MS16      | 2   | 65+    | Jimmy Lim                              | Hsuan-Wen Lin                                | Werner Zachrau                         |
| MS16      | 2   | 70+    | Hsuan-Wen Lin                          | Roger Kirby                                  | -                                      |
| MS17      | 3   | 35+    | Yoke Weng Yong                         | Giai Hung Ly                                 | Danny Truong                           |
| MS18      | 3   | 40+    | Loke Poh Wong                          | Grant Demenech                               | Hooi Chee Kong                         |
| MS19      | 3   | 45+    | Jeffrey Spearman                       | Chun Min Fan                                 | Sim Chin Chuan Victor                  |
| MS20      | 3   | 50+    | Larry Curtis                           | Jonny Yong                                   | Donald Le Page                         |
| MS21      | 3   | 55+    | Angus Husin                            | Jaya Prakash Ramappa                         | -                                      |
| MS22      | 3   | 60 65+ | Huibert Tokaya                         | Graham Dixon                                 | Kam Sang Hoi                           |
| MS22      | 3   | 60+    | Brisbane Doyle                         | -                                            | -                                      |
| MS22      | 3   | 65+    | Sadao Kuno                             | -                                            | -                                      |
| MS23      | 3   | 70+    | Ping Foo Ng                            | -                                            | -                                      |
| MS23      | 3   | 75+    | William Boyer                          | Frank Melvin                                 | -                                      |
| MS24      | 4   | 35+    | Michael Tee                            | Gede Arsana                                  | Remy Kummerle                          |
| MS25      | 4   | 40+    | John Tan                               | Widijino Suhartono                           | Chiu Ming Thomson Wong                 |
| MS26      | 4   | 45+    | Mark Bloomfield                        | David Xu                                     | Des Watson                             |
| MS27      | 4   | 50+    | John Wong                              | -                                            | -                                      |
| MS28      | 4   | 55+    | Kenneth Orr                            | Karl Knoll                                   | Dennis Aspinall                        |
| MS29      | 4   | 60+    | Rick Harris                            | Cam Hoi Wong                                 | William Houghton                       |
| MS30      | 4   | 65+    | Ole Schack                             | John Bennett                                 | Scuichi Saigo                          |
| MS31      | 4   | 70 80+ | Paul Fricke                            | John Robinson                                | Toshiro Hirata                         |
| MS31      | 4   | 80+    | Sui Kwan Yip                           | -                                            | -                                      |
| MS32      | 5   | 35+    | Steven Foo                             | Laurent Savart                               | Mark Pounder                           |
| MS33      | 5   | 40+    | Vishwajeet Bhatnajar                   | Sunil Wagh                                   | Michael Ford                           |
| MS34      | 5   | 45+    | John Lau                               | Lindsay Palliser                             | Keith Benning                          |
| MS35      | 5   | 50+    | Yit Sam                                | Adrian Cowie                                 | Peter Cheng                            |
| MS36      | 5   | 55+    | Ming Chu                               | Robert Anderson                              | Lodi Francesconi                       |
| MS37      | 5   | 60+    | Frank Frowis                           | William Davies                               | Vincent Graham                         |
| MS38      | 5   | 65+    | James Byrne                            | Peter Adamson                                | -                                      |
| MS39      | 5   | 70+    | Gordon Dodson                          | Athol Alcorn                                 | Marcus Levy                            |
| WS1       | 1   | 35+    | Betty Blair                            | Rhonda Cator                                 | Karen Torstensen                       |
| WS2       | 1   | 40+    | Lia Mapa                               | Ufilya Davis                                 | Linda Lattimer                         |
| WS3       | 1   | 45 50+ | Liz-Anne Eyford                        | Elizabeth Hinchliffe                         | Margaret Gridley                       |
| WS3       | 1   | 50+    | Margaret Gridley                       | -                                            | -                                      |
| WS4       | 1   | 55/60+ | Hilde Kreulitsch                       | Jean Folinsbee                               | Lucky Alagoda                          |
| WS5       | 1   | 65+    | Randi Gulbrandsen                      | Elizabeth Timmins                            | -                                      |
| WS6       | 1   | 70+    | Joyce Jones                            | -                                            | -                                      |
| WS6       | 1   | 80+    | Glafyra Ennis                          | -                                            | -                                      |
| WS7       | 2   | 35+    | Judith Barnitt                         | Chika Tanifuji                               | Gillian Patmore                        |
| WS8       | 2   | 40+    | Jui-Chu Yang                           | Natalie McRedman                             | Yaeko Kishiue                          |
| WS9       | 2   | 45+    | Ann McLean                             | Regina Saddeler                              | -                                      |
| WS9       | 2   | 55+    | Renate Knötzsch                        | Barbara Morin                                | -                                      |
| WS10      | 2   | 60+    | Joan Harwood                           | Renate Gabriel                               | Celia Billington                       |
| WS11      | 2/3 | 65+    | Elizabeth O'Bara                       | Audrey Hale                                  | Grace Macey                            |
| WS12      | 3   | 35+    | Susan Agrios                           | Christina Robb                               | Kim Neale                              |
| WS13      | 3   | 40+    | Rosemary Askew                         | Allison Collister                            | Lorraine Davis                         |
| WS14      | 3   | 45+    | Dianne Roberts                         | Stella Hambrook                              | Marilyn Duthie                         |
| WS15      | 3   | 50+    | Linda Hood                             | Cheryl Lawrence                              | Cyoko Okamoto                          |
| WS16      | 3   | 55+    | Sue Smith                              | Bien Van Der Heijde                          | Etsuko Kumasako                        |
| WS17      | 3   | 60+    | Jillian Massey                         | Keng Tie Chua                                | Kumiko Yoshida                         |
| WS18      | 4   | 35+    | Yin Nei Mary Chan                      | Vayne Nicholson                              | Tracy MacKenzie                        |
| WS19      | 4   | 40+    | Sharon O’Connor                        | Lyndasy Coffin                               | -                                      |
| WS20      | 4   | 45+    | Carol Dickson                          | Wendy Hickman                                | Lai Ming Wong                          |
| WS21      | 4   | 50+    | Vicki Bayley                           | Bronwyn McLean                               | Jenni Whenan                           |
| WS22      | 4   | 55+    | Elaine Dunn                            | Janet Geyer                                  | Krysten Guy                            |
| WS23      | 4   | 60/65+ | Maureen Hatton                         | Margery Calvert                              | Norma Crawford-Meads                   |
| WS24      | 5   | 35/40+ | Ling Yuk Annie Chiu                    | Jillina Kaminsky                             | Helen Thomas                           |
| WS24      | 5   | 35+    | Vicki Maisano                          | -                                            | -                                      |
| WS25      | 5   | 45+    | Dale McLachlan                         | Heather Moser                                | -                                      |
| WS26      | 5   | 50+    | Magda Knoll                            | Audrey Cowie                                 | Judy Brydges                           |
| WS27      | 5   | 55+    | Kathleen Kirwood                       | Sheila Stancombe                             | Geraldine McLennon                     |
| WS28      | 5   | 60+    | Theda Faulwetter                       | Gweneth Warner                               | Rosie Thompson                         |
| WS29      | 5   | 65+    | Gladys Grenfield                       | -                                            | -                                      |
| WS29      | 5   | 70+    | Merle Fabish                           | Janet Stobie                                 | -                                      |
| MD1       | 1   | 35+    | George Thomas Bhusan Akut              | Heinz Fischer Gerhard Treitinger             | Gary Sylvester Peter Roberts           |
| MD2       | 1   | 40+    | Nanko Chorchopov Slanchezar Hristov    | Milind Ghate Amid Tilak                      | Yao Ximing Solaiman Jonatan            |
| MD3       | 1   | 45+    | Yao Ximing Solaiman Jonatan            | Calvin Holoboff Imre Bereknyei               | Joe Farrell Gary Collins               |
| MD4       | 1   | 50+    | George Brown Brian Dick                | Peter Cooper Ko Beng Na                      | Hristo Mihalev Dhammika Gunartne       |
| MD5       | 1   | 55+    | Robert Cook Andrew Gouw                | Lane Bickel Anthony Knott                    | Hugh Monte-Cruz Ignatius Eng Tho Gan   |
| MD6       | 1   | 60+    | Michael Coley Harry Shadwick           | Jim Powell Channarong Ratanaseangsuang       | Robin Lyons Jeffrey Fishback           |
| MD7       | 1   | 65+    | Mark Grantham Glen Macey               | Cheung Lung Wong Wing Choon Sung             | Mukund Panvalkar Raja Adhav            |
| MD8       | 1   | 70/75+ | Pierre Dugal Mark Grantham             | John Harvey Glen Macey                       | Ray Wickham James Duberry              |
| MD9       | 2   | 35+    | Amol Shah Amod Tilak                   | Miland Ghate Ajit Nair                       | Rudy Suharto Ridwan Adiwibowo          |
| MD10      | 2   | 40+    | Jon Hodge Jack Webb                    | Tomohiko Gotch Tomio Nakano                  | Robert Bryce Chris Honeybun            |
| MD11      | 2   | 45+    | Sutomo Wongsowidjojo Ignatius Haryanto | Vone Phimphrachanh Shuen Joe                 | Sri Ram Sarma Alfonso Pérez            |
| MD12      | 2   | 50+    | Shirish Nadkarni Sanjeev Patki         | Robert Bolter Claus-Peter Lienig             | -                                      |
| MD13      | 2   | 55+    | Tommy Kusuma Leo Lazuardi              | Peter Icke Barry Stevens                     | Hans Schumacher Heinz Gehrke           |
| MD15      | 2   | 65+    | Lawrence Blackburn Brisbane Doyle      | -                                            | -                                      |
| MD16      | 2   | 65/70+ | Roger Kirby James Duberry              | Heinz Otto Nathan John Robinson              |                                        |
| MD17      | 3   | 35+    | Yoke Weng Yong Loke Poh Wong           | Vikram Bharun Jayant Kumar Dewangan          | Seng Hem Danny Truong                  |
| MD18      | 3   | 40+    | Lay Luu Kim Chua                       | Widijino Suhartono Hartono Wibowo            | Hooi chee Kong Anthony Kong            |
| MD19      | 3   | 45+    | Sim Chin Chuan Victor Francis Ng       | Endang Harjanto Husien Sutomo Wong Sowidjojo | Kim Chua I-Czen Tan                    |
| MD20      | 3   | 50+    | Paul Chai John LK Wong                 | Richard Gordon Donn Aven                     | -                                      |
| MD21      | 3   | 55+    | Toshihiko Yammamoto Shuichi Saigo      | Terry Pyle Noel Jennings                     | Jaya Prakash Ramappa Ron Wilkinson     |
| MD22      | 3   | 60+    | Swee Ming Thomson Lam Kam Sang Hoi     | Ronald Crooks Clive Barnett                  | Shuichi Saigo Shoji Yamamoto           |
| MD23      | 3   | 70 75+ | Makoto Hamanka Kenji Azuma             | Ejnaar Milling Hansen William Boyer          | Sui Kwan Yip Ping Foo Ng               |
| MD24      | 4   | 35+    | Yoon Soon Chong Frankie Foji Lim       | Miland Dhume Mahesh Aras                     | Seng Hem Lay Luu                       |
| MD25      | 4   | 40+    | Steven Perry Kenneth Haggerty          | Shanaka Perera Peter Juriansz                | Miland Dhume Mahesh Aras               |
| MD26      | 4   | 45+    | James Hoffman David Schroder           | Simon Lau Bob Stevenson                      | Neil Chiswell Keith Chiswell           |
| MD27      | 4   | 50+    | Hwai Heng David Wohlers                | Paul Adam Ian Sinclair                       | Hans Wanasili John Le Noble            |
| MD28      | 4   | 55+    | Joe Chung Michael Kooi N Ghong         | Konrad Kot Patrick Waunch                    | John Colquhoun Brian Cooper            |
| MD29      | 4   | 60+    | Warren Walker Brian Cooper             | Trevor Ballard David Ford                    | Rick Harris Peter Houghton             |
| MD30      | 4   | 65/70+ | Ole Schack John Bennett                | Peter Adamson David Ford                     | Colin Hymus Victor York                |
| MD30      | 4   | 70+    | Gordon Dodson Paul Fricke              | Toshiro Hirata Hitoshi Ishii                 | -                                      |
| MD31      | 5   | 35+    | Rudy Narjono Setiawan Ferry Harlim     | Steven Foo Ser Sim                           | Robert Humphrey Neil Jeremiah          |
| MD32      | 5   | 40+    | Vishwajeet Bhatnagar Gautam Ashra      | Glenn Thumewa Ferry Harlim                   | Ser Sim Kuan Yuan (Sky)                |
| MD33      | 5   | 45+    | Hadilwan Prawiradirdja Ferdi Hadi      | Suhas Nadkarni Ajit Desai                    | Peter Cheng John Lau                   |
| MD34      | 5   | 50+    | Ferry Harlim Beng Irawan               | Ross Stringer Leigh Newman                   | Phillip Kam Ray Chong                  |
| MD35      | 5   | 55+    | Leslie Hay Frank Frowis                | David McKenzie Bruce Symons                  | Ross Stringer Douglas Brain            |
| MD36      | 5   | 60+    | Ian Burns George Lim                   | Jacob Lay Graeme Steel                       | Warren Walker Douglas Brain            |
| MD37      | 5   | 65+    | Jacob Lay James Byrne                  | Neil Chiswell George Wilson                  | -                                      |
| MD38      | 5   | 70+    | Douglas Kyle Gordon Duff               | Donald Sim Athol Alcorn                      | -                                      |
| WD1       | 1   | 35+    | Rhonda Cator Gillian Patmore           | Karen Torstensen Joanne Drackett             | Tracey Ritchie Susan Rogers            |
| WD2       | 1   | 40+    | Rong Kwok Xu Maria Francisca           | Robyn MacFarlane Lia Mapa                    | Margaret Ng Cheryl Brunt               |
| WD3       | 1   | 45+    | Jan Greubner Eileen Shore              | Elizabeth Hinchliffe Joanne Cicrich          | Lynne Burns Liz-Anne Eyford            |
| WD4       | 1   | 50+    | Margaret Pascal Joanne Sullivan        | Joanne Cicrich Chua Keng Tig                 | Magda Knoll Szeto Yuk-Fung             |
| WD5       | 1   | 55+    | Sue Smith Paula Green                  | Lucky Alagoda Hilde Kreulitsch               | Margaret Pascal Joanne Sullivan        |
| WD6       | 1   | 60+    | Kay Terry Joan Harwood                 | Brenda Andrew Ann Murray                     | Margaret Hudson Joyce Kallweit         |
| WD7       | 1   | 65+    | Miyoko Yamada Miyako Akimoto           | Randi Gulbrandsen Berit Hagtvedt             | Kay Vanstone Marshall Elizabeth O'Bara |
| WD8       | 1   | 70/80+ | Joyce Jones Claire Bowyer              | Glafrya Ennis Pat Duff                       |                                        |
| WD9       | 2   | 35+    | Jenny Grundy Lynda Graves              | Ann McLean Judith Barnitt                    | Karen Hull Julia Warner                |
| WD10      | 2   | 40+    | Margaret Ng Julia Warner               | Min Chien Lin Jui-Chu Yang                   | Jan Greubner Eileen Shore              |
| WD11      | 2   | 45+    | Horng Lee Chi-Mei Yang                 | Susan Haden Robyn MacFarlane                 | Paula Green Ruth Boaz                  |
| WD12      | 2   | 50+    | Vicki Bailey Sue Smith                 | Joy Jenner Heather Archer                    | Tonny Pannemans Lotte Tokaya           |
| WD13      | 2   | 55+    | Renate Knötzsch Renate Gabriel         | Jennifer Goodwin Heather Archer              | Paula Green Maureen Hatton             |
| WD14      | 2   | 60+    | Kay Coady Joan Harwood                 | Kumiko Uchida Reiko Shiminaka                | Margaret Commiskie Celia Billington    |
| WD15      | 2   | 65/70+ | Alice Tourell Margaret Commiskie       | Eileen Barclay Dorothy White                 | Lee Calvert Joyce Jones                |
| WD15      | 2   | 70+    | Shirley Graham                         | -                                            | -                                      |
| WD16      | 3   | 35+    | Susan Agrios Kelly Eby                 | Lorraine Davis Odette Wan                    | Rosemary Smith Karen Hui               |
| WD17      | 3   | 40+    | Nola Watt Linda Hayes                  | Judy Williamson Margaret Gridley             | Elizabeth Miles-Martin Daphne Kern     |
| WD18      | 3   | 45+    | Padmini Pesa Janice Dekeling           | Nelly Gordon Marie Nichols                   |                                        |
| WD19      | 3   | 50+    | Koyoko Okamoto Etsuko Kunasako         | Susan Sweeny Cheryl Lawrence                 | Janet Sinnot Grace Mitchard            |
| WD20      | 3   | 55+    | Chieko Oba Chieko Kajwara              | Lai-Chun Hung Chien-Huei Chen                | Margaret Anderson Audrey Robinson      |
| WD21      | 3   | 60+    | Pauline Courtney Alice Tourell         | Liz Brown Jill Massey                        | Connie Lee Elsie Wilson                |
| WD21      | 3   | 65+    | Grace Macey                            | -                                            | -                                      |
| WD22      | 4   | 35+    | Monica Bhonwal Pam Harkin              | Karen Breznika Eva Jungland                  | Yin Nei Mary Chan Karen Wong           |
| WD23      | 4   | 40+    | Sheryl Bell Julie Moore                | Julie Brown Marleen Lockett                  | -                                      |
| WD24      | 4   | 45+    | Wendy Hickmam Angeline Colquhoun       | Hide Momma Etsuko Hawamura                   | Sue Hogan Gail Fordham                 |
| WD25      | 4   | 50+    | Nina Smith AG Tan                      | Kathy Chong Kim Wan Chua                     | Marie Mason Lyndall Matthews           |
| WD26      | 4   | 55+    | Setseko Yano Seiko Eguma               | Elizabeth Brown Anita Harold                 | Sue Zidziunas Janet Geyer              |
| WD27      | 4   | 60+    | Kumiko Uchi Fusae Ichiki               | Fay Pedersen Leana Williams                  | Lieselotte Grunwald Gweneth Warner     |
| WD28      | 4   | 65+    | Yoshiko Yamashita Chieko Ota           | Tomoko Morita Eiko Kudo                      | Shirley Phillips Jill Reynolds         |
| WD29      | 5   | 35+    | Joy Sleep Brenda Eaton                 | Kathy MacQueen Vicki Maisano                 |                                        |
| WD30      | 5   | 40+    | Sandra Lawrence Kathy MacQueen         | Robyn Kirchner Helen Thomas                  | Shirley Porter Ann Redpath             |
| WD31      | 5   | 45+    | Ronise Stubberfield Fran Benning       | Noeleen Stringer Beverley Robotham           | Shirley Porter Ann Redpath             |
| WD32      | 5   | 50+    | Sandra Lwin Kathy Lim                  | Patricia Harris Beverley Dunn                | Julie Porte Janene Littlechild         |
| WD33      | 5   | 55+    | Jennifer Mayo Jill Cornwall            | Margaret McPhelim Elizabeth Runting          | Erica Ayres Gwen Hingston              |
| WD34      | 5   | 60+    | Linda Lansfield Barbara Teagle         | Cathy Tarandetti Jan Leopold                 | Norma Bennett Julia Guy                |
| WD35      | 5   | 65+    | Gwyneth Richardson Dorothy Lillico     | Joan Gibson Merle Fabish                     | Margaret Creighton Margaret Newbegin   |
| WD35      | 5   | 70+    | Dorothy Lillico Patricia McNeight      | Joan Gibson Merle Fabish                     | June Lyon Gwen Murray                  |
| MX1       | 1   | 35+    | Misbun Sidek Maria Francisca           | Gordon Lang Katrina Mirkovic                 | Calvin Holoboff Susan Rogers           |
| MX2       | 1   | 40+    | Calvin Holoboff Susan Rogers           | Gary Sylvester Cheryl Brunt                  | Sandro Rossi Ufilya Davis              |
| MX3       | 1   | 45+    | Kevin Ross Robyn MacFarlane            | Paul Shirley Jan Grubner                     | Peter Roberts Cheryl Brunt             |
| MX4       | 1   | 50+    | Paul Shirley Paddy Martin              | Dhammika Gunaratne Lucky Alagoda             | Ko Beng Na Chien Huei Chen             |
| MX5       | 1   | 55+    | Lane Bickel Joanne Sullivan            | Trevor Stewart Elizabeth Stewart             | Selwyn Kwok Kay Terry                  |
| MX6       | 1   | 60+    | Richard Purser Kay Terry               | Jeffrey Fishback Commie Lee                  | Harry Shadwick Brenda Andrew           |
| MX7       | 1   | 65+    | Arthur Dickinson Eileen Barclay        | Gary Stensland Carole Charnutzky             | Donald Attfield Lorraine Goss          |
| MX8       | 1   | 70/75+ | Mark Grantham Joyce Jones              | Roger Kirby Shirley Graham                   | Glen Macey Jeannie Bowyer              |
| MX9       | 2   | 35+    | Raaj Menon Lynda Graves                | John Brown Judith Barnitt                    | Tomohiko Gotch Chika Taniflyi          |
| MX10      | 2   | 40+    | Gheng Yi Wang Jui Chu Yang             | Jon Hodge Margaret Gridley                   | Imre Bereknyei Mari Ikeda              |
| MX11      | 2   | 45+    | Cheng Yi Wang Min Aven Lin             | Peter Cooper Wendy Cooper                    | Victor Sin Chin Chian Joanne Cicrich   |
| MX12      | 2   | 50+    | Chin Jung Chang Horng Lee              | Trevor Armstrong Grace Mitchard              | Murray Foubister Joy Jenner            |
| MX13      | 2   | 55+    | David Barr Chieko Kaijawarra           | Graham Feist Jennifer Goodwin                | Heinz Gehrke Renate Knotzsch           |
| MX14      | 2   | 60/65+ | Patrick Murray Audrey Hale             | Graham Dixon Marion McFegan                  | John Oliver Doreen Mattenson           |
| MX15      | 3   | 35+    | Clinton Badger Valma Carey             | Kenneth Haggerty Nola Watt                   | Boon Yong Tai Karen Hui                |
| MX16      | 3   | 40+    | Loke Poh Wong Linda Hayes              | Chun Min Fan Daphne Kern                     | David Berry Natalie McRedmond          |
| MX17      | 3   | 45+    | Larry V Curtis Susan Sweeny            | Chris Elliott Lynne Burns                    | Mark Bloomfield Marie Nichols          |
| MX18      | 3   | 50+    | Larry Curtis Cheryl Lawrence           | Angus Huisin Nelly Gordon                    | James Mills Linda Hood                 |
| MX19      | 3   | 55+    | Thomas Peterson Barbara Morin          | Angus Huisin Jennifer Goodwyn                | Jaya Prakash Ramappa Val Lee           |
| MX20      | 3   | 60+    | Koji Kuburaki Miyoko Yamada            | Clive Barnett Elizabeth Brown                | Noel Jennings Kay Coady                |
| MX21      | 3   | 65/70+ | Jimmy Lim Alice Tourell                | Alexander MacLachlan Yoshiko Yamashita       | Makoto Haminka Midori Kawasaki         |
| MX22      | 4   | 35+    | Michael Tee Tine Mead                  | Lynn Judd Gede Arsana                        | HT Tan Odette Wan                      |
| MX23      | 4   | 40+    | Allan Yap Annette Bates                | Kim Whyte Carolyn Goodwin                    | Steve Perry Susan Davis                |
| MX25      | 4   | 50+    | Yam Lung Wong Hing Mui Ko              | Leroy Eadon Lyndall Matthews                 | Lindsay Reeve Gloria Smith             |
| MX26      | 4   | 55+    | Ron Lowry Anne Metwally                | Joe Chung Nina Smith                         | John Kewish Margaret Hejl              |
| MX27      | 4   | 60+    | Arnold Simms Margery Calvert           | -                                            | -                                      |
| MX28      | 4   | 65+    | Kenji Azumo Kayoko Komatsu             | John Bennett Toki Mashiko                    | David Ford Shirley Phillips            |
| MX29      | 4/5 | 70+    | Paul Fricke Shirley Phillips           | John Robinson Betty Robinson                 | Athol Alcorn Joan Gibson               |
| MX30      | 5   | 35+    | Robert Humphrey Joy Sleep              | Raj Rath Michiko Watanabe                    | Neil Jeremiah Brenda Eaton             |
| MX31      | 5   | 40+    | Leigh Ford Gaylene Ford                | Noel Reynolds Sandra Lawrence                | Leigh Nehls Alida Stewart              |
| MX32      | 5   | 45+    | Daniel Joseph Ronise Stubberfield      | Leigh Newman Noeleen Stringer                | Kim Soon Kan Sophia Fisher             |
| MX33      | 5   | 50+    | Neoh Hock Pauline Lau                  | Warren Duff Belinda Duff                     | Robert Hall Valma Hall                 |
| MX34      | 5   | 55+    | Gary McNeight Jan Vincent              | David McKenzie Elizabeth Runting             | Gordon Patterson Margaret McPhelim     |
| MX35      | 5   | 60+    | George Lim Linda Lancefield            | Graham Peverell Julia Guy                    | Graeme Steele Jan Leopold              |
| MX36      | 5   | 65+    | Norman Grose Pat McNeight              | William Ingram Catherine Ingram              | Jacob Lay Friederika Lay               |